# Metropolia permska
Metropolia permska – jedna z metropolii Rosyjskiego Kościoła Prawosławnego, z siedzibą w Permie. Obejmuje teren Kraju Permskiego.
Utworzona postanowieniem Świętego Synodu 19 marca 2014. W jej skład wchodzą trzy eparchie: permska, kudymkarska i solikamska.
Pierwszym zwierzchnikiem metropolii został metropolita permski i kungurski Metody (Niemcow).